# Shantungosaurus
Shantungosaurus a fost un dinozaur din cretacic.
„Shantungosaurus” înseamnă „șopârla din Shandong”, după vechiul nume al provinciei din estul Chinei unde a fost descoperit acest dinozaur. Și-a primit numele în 1973 și până în prezent au fost excavate cinci schelete incomplete. În vremea în care a trăit Shantungosaurus, în acel loc se întindea o câmpie umedă, inundabilă.
Craniul de 1,6 m se termina cu un cioc fără dinți, iar maxilarele erau dotate cu 1.500 de dinți minusculi. Femurul avea o lungime de 1,7 m.